# سوروتی
سوروتی (به لاتین: Soroti) یک منطقهٔ مسکونی در اوگاندا است که در Soroti District واقع شده‌است. سوروتی ۴۹٬۴۵۲ نفر جمعیت دارد و ۱٬۰۸۰ متر بالاتر از سطح دریا واقع شده‌است.